# Iphinopsis euthymei
Iphinopsis euthymei là một loài ốc biển, là động vật thân mềm chân bụng sống ở biển trong họ Cancellariidae.

## Miêu tả
The maximum shell size is 9.5 mm

## Phân bố
Loài này có ở South East Africa.